# Логін

Знімок екрана введення логіну Української Вікіпедії

Логі́н (англ. login, logon) — у комп'ютерній безпеці  — алфавітно-цифровий набір символів, що ідентифікує користувача комп'ютера або комп'ютерної мережі. Логін разом із паролем зберігаються в обліковому записі та використовуються операційною системою чи іншою комп'ютерною системою для надання користувачу дозволу на з'єднання з комп'ютерною системою та визначення його прав доступу до ресурсів мережі. Логін має бути унікальним в межах даної системи. Логін (логува́ння)  — також процедура входу (ідентифікації і згодом автентифікації) користувача в комп'ютерну систему.

## Етимологія
Слово «логін» є запозиченням з англійської мови. Англійський іменник «login» утворений від прийменникового дієслова «log in» («зареєструюся»). Дієслово to log («реєструвати») походить від іменника a log («реєстраційний журнал»). Проте, первісне і основне значення слова log, яке й подається у більшості словників — «чурбак», «колода». Історія розширення значення така. На флоті для вимірювання швидкості судна здавна уживався прилад, який складався з колодки на довгому тросі. Англійські моряки звали його log («колодка»). У формі «лаг» це слово відоме й у сучасній українській мові, воно походить від нід. log з тим же значенням. Для запису показань лага існував спеціальний журнал — «logbook» (укр. «книга лага»), назву якого надалі скоротили до «log».
За зразком англійського словосполучення to log in утворене й відповідне дієслово «залогінитися».

## Цікавий факт
В українській мові існувало схоже слово «логи́н», яке означало «повалене дерево» або «ледар» (пор. «лежати», «ліг»).